# 阿尔卑斯山
阿尔卑斯山（德語： [ˈalpn̩] ⓘ；義大利語： [ˈalpi]；法語： [alp]；斯洛維尼亞語： [ˈáːlpɛ]）是歐洲最高及橫跨範圍最廣的山脈，它覆蓋了意大利北部邊界、法國東南部、瑞士、列支敦士登、奥地利、德國南部及斯洛文尼亞。它可以被细分為三個部分：從地中海到白朗峰的西阿爾卑斯山，從瓦莱达奥斯塔到布伦纳山口（奥地利和意大利交界處）的中阿爾卑斯山，從布伦纳山口到斯洛文尼亞的東阿爾卑斯山。歐洲許多大河都發源於此，水力資源豐富，為旅遊、度假、療養勝地。
阿爾卑斯山共有128座海拔超過4000公尺的山峰，其中最高峰白朗峰海拔4810.45公尺，位於法國和意大利的交界處。山脈呈弧形，長1200公里，寬130~260公里，平均海拔约3000公尺，總面積約22萬平方公里。阿爾卑斯山北邊是水氣較多的氣候，而南邊則較為乾燥，雨量很少。

## 词源

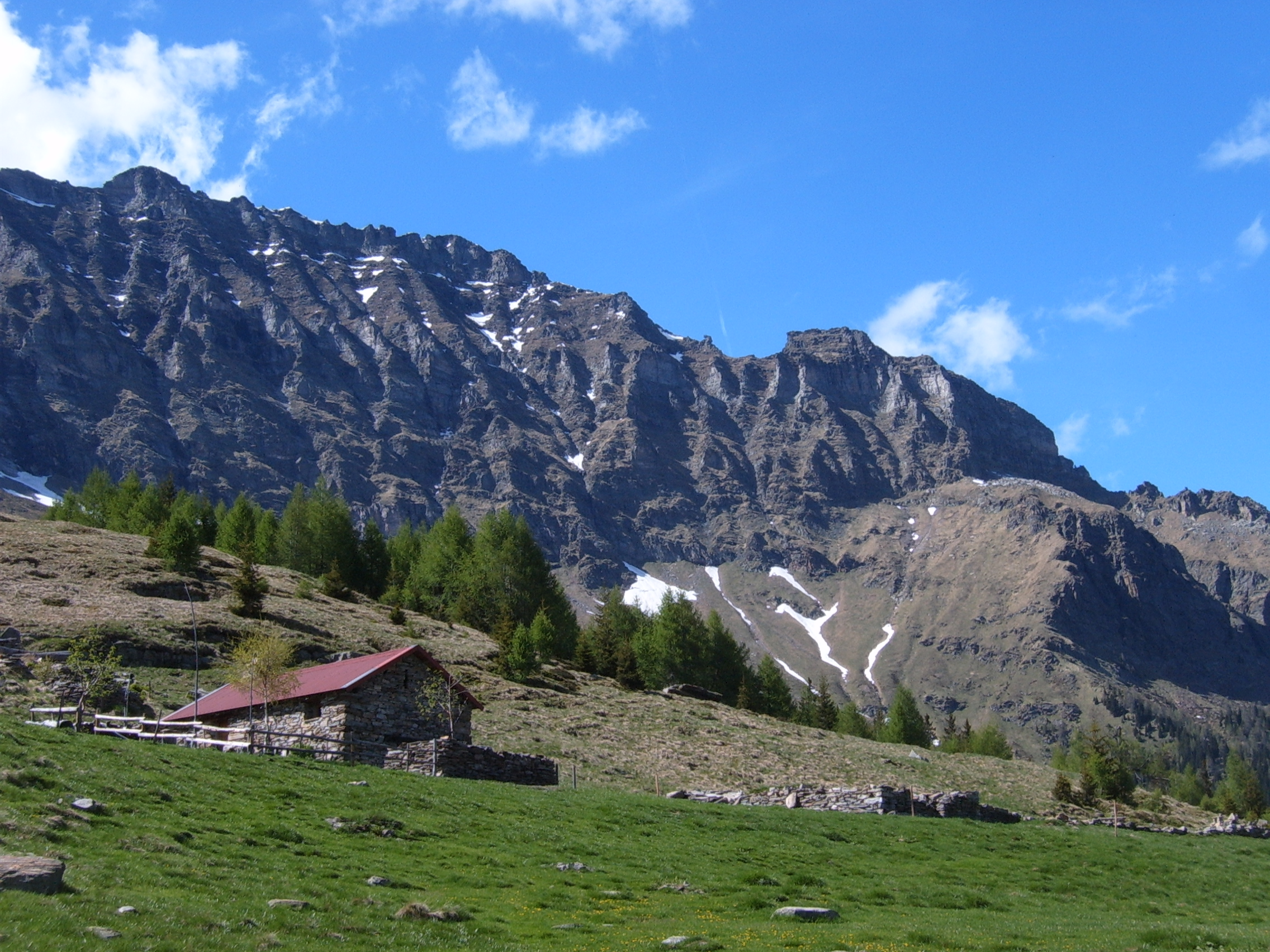
"alp"一词指的可能是放牧所用的高山牧场及其相关构建物，如图中的阿尔卑斯山南侧一角

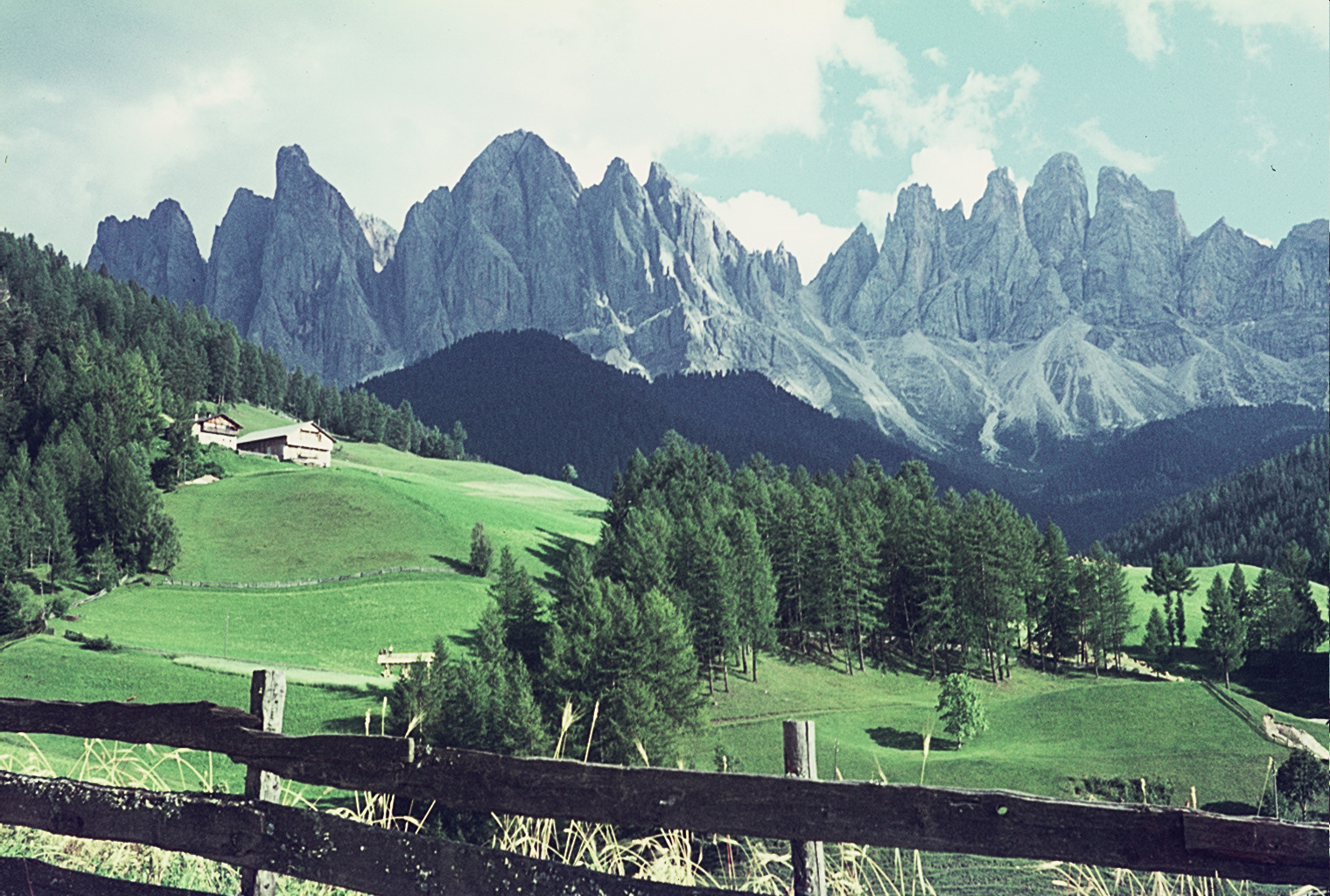
意大利多洛米蒂国家公园富内斯山谷

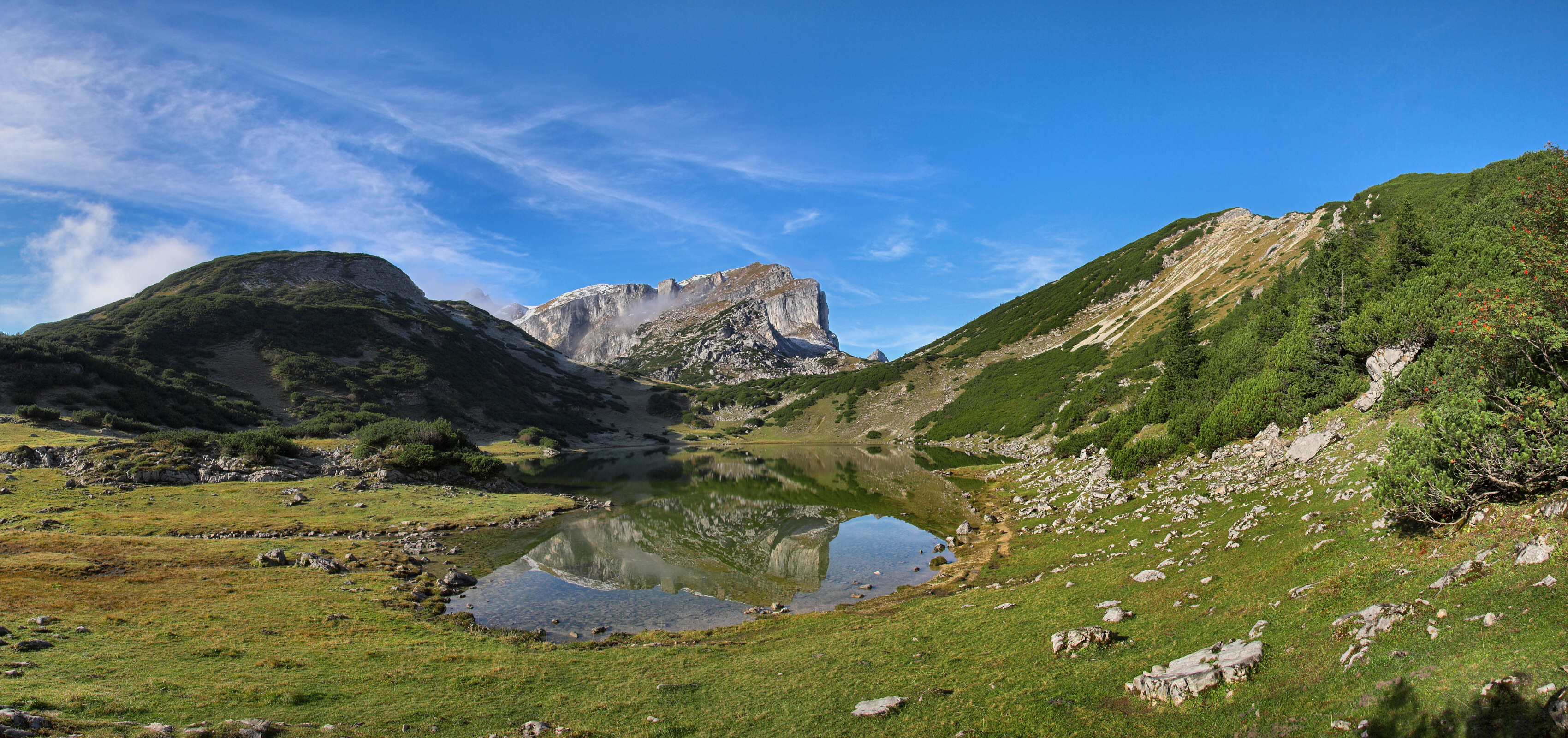
奥地利境内阿尔卑斯山脉罗方山的风景

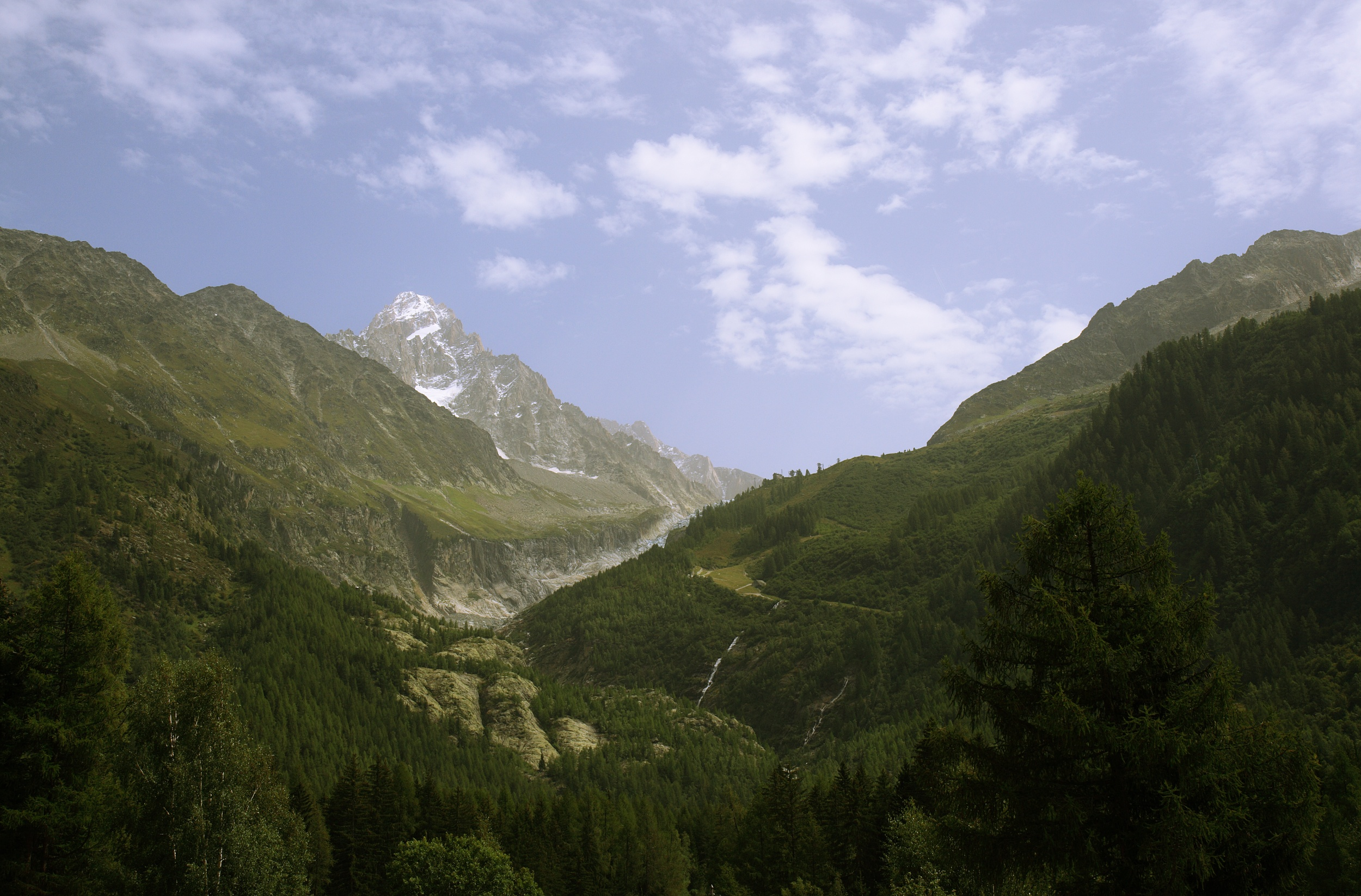
法国上萨瓦的阿让蒂耶尔冰川，属于阿尔卑斯山脉

「阿爾卑斯」這個名字來自拉丁語，英語發音則是通过法语演变而来。莫鲁斯·塞尔维乌斯·诺拉图斯（一个维吉尔诗歌的古代注释者）评论说（A. X 13）凯尔特人管每一座高山都叫做Alpes。这个词很可能来自意大利-凯尔特语，因为凯尔特语中许多与高山有关的词汇都带有词根alp。
这与拉丁语Alpes一词来自于非印欧语系的说法可能并不矛盾（在地中海地区，许多山峰与山脉可能有着非印欧语源）。根据古英语辞典，拉丁词Alpes可能衍生自欧洲史前语言的单字*alb“山”，Albania也是它的衍生词之一。有趣的是，阿尔巴尼亚Albania（现代阿尔巴尼亚的外称）一词曾经作为许多欧洲地区山峰的名字。在罗马时代，Albania指的是高加索东部，而在英语中Albania（或Albany，阿尔比恩）偶尔会成为苏格兰的代称。
也有可能alb和albus（拉丁语白色）两词共同源自对高山顶峰的皑皑积雪的感性认识。现代词汇alp, alm, albe或alpe常指阿尔卑斯地区山岭雪线以下的高山牧场。

## 地理
- 勃朗峰（4810.45米）為西阿爾卑斯山最高峰[1]，贝尔尼纳峰（4049米）為東阿爾卑斯山最高峰。
- 杜富尔峰（4634米）及奥特莱斯峰（3905米）分別為西阿爾卑斯山及東阿爾卑斯山第二高峰[5]。

### 形成
阿尔卑斯山属于第三纪褶皱山脉。北大西洋扩张，造成非洲、欧洲板块间运动；早白垩世以来，非洲分裂出的小板块不断向北移动，晚始新世开始与欧洲板块碰撞，逐渐隆起形成阿尔卑斯山脉。巨大的推覆构造为其显著特征，由于在板块碰撞中，多次构成剧烈的冲断层，掀起有些巨大岩体，移动数十公里覆盖到其他岩体之上，形成大型平卧褶皱；以西阿尔卑斯为典型。
阿尔卑斯山除了主山系外，还有四条支脉伸向中南欧各地：一条向西伸进伊比利亚半岛，即比利牛斯山脉；向南一条为亚平宁山脉，它构成了亚平宁半岛的主脊；东南一条称迪纳拉山脉，它纵贯整个巴尔干半岛的西侧，并伸入地中海，经克里特岛和塞普勒斯岛直抵小亚细亚半岛；东北一条称喀尔巴阡山脉，它在东欧平原的南侧一连拐了两个大弯然后自保加利亚直达黑海之滨。

### 地貌
阿尔卑斯山的冰川地貌分布广泛，冰蚀地貌最为典型；山峰峰角尖锐，挺拔俊俏，有很多冰蚀崖、U型谷、冰斗、悬谷、冰蚀湖等。有1200多条现代冰川，面积约4000平方公里，其中以瑞士西南的阿莱奇冰川规模最大，长22.5公里，面积130平方公里。

### 山峰
國際登山聯會定義了一個官方的阿爾卑斯山脈山峰列表，其中有82個超過4000公尺的山，但其中不止是高山，也包括了一些地形突起度不高，但常作為登山运动目的地的山。下表是22座地形突起度超過500公尺的山，也就是高度高過最近鞍部500公尺的山。
| 名稱       | 高度                | 區域     | 名稱           | 高度                | 區域         |
| ---------- | ------------------- | -------- | -------------- | ------------------- | ------------ |
| 勃朗峰     | 4,810（15,781英尺） | 格拉耶山 | 埃朗峰         | 4,171（13,684英尺） | 彭尼内山     |
| 杜富尔峰   | 4,634（15,203英尺） | 彭尼内山 | 少女峰         | 4,158（13,642英尺） | 伯尔尼山     |
| 多姆峰     | 4,545（14,911英尺） | 彭尼内山 | 韦尔特山       | 4,122（13,524英尺） | 格拉耶山     |
| 魏斯峰     | 4,506（14,783英尺） | 彭尼内山 | 僧侣峰         | 4,107（13,474英尺） | 伯尔尼山     |
| 馬特洪峰   | 4,478（14,692英尺） | 彭尼内山 | 巴尔德塞克兰峰 | 4,102（13,458英尺） | 多菲内山     |
| 布朗什峰   | 4,357（14,295英尺） | 彭尼内山 | 施雷克峰       | 4,078（13,379英尺） | 伯尔尼山     |
| 大孔班山   | 4,314（14,154英尺） | 彭尼内山 | 上加伯尔峰     | 4,063（13,330英尺） | 彭尼内山     |
| 芬斯特拉峰 | 4,273（14,019英尺） | 伯尔尼山 | 大帕拉迪索山   | 4,061（13,323英尺） | 格拉耶山     |
| 大若拉斯山 | 4,208（13,806英尺） | 格拉耶山 | 贝尔尼纳峰     | 4,049（13,284英尺） | 貝爾尼納山脈 |
| 林普菲施峰 | 4,199（13,776英尺） | 彭尼内山 | 魏斯密斯山     | 4,017（13,179英尺） | 彭尼内山     |
| 阿莱奇峰   | 4,193（13,757英尺） | 伯尔尼山 | 拉金峰         | 4,010（13,156英尺） | 彭尼内山     |

## 人文
阿尔卑斯山区（尤其是西部）是阿尔卑坦人的文化区，过去曾是意大利、法兰西、普罗旺斯之间的过渡区，当地人今已普遍改说法语，但文化上仍具有不同于法兰西族的独特性。阿尔卑斯山的德语人口仍使用与标准德语差异很大的阿勒曼尼语。

## 季節
- 春季：阿爾卑斯山春季时積雪開始融化，适合登山
- 夏秋季：阿爾卑斯山的夏季自6月至9月初，而大部份的滑雪勝地都會在秋季10月以及11月開張。
- 冬季：阿爾卑斯山的滑雪季於聖誕節前到4月底。

## 河川與湖泊
阿爾卑斯山脈提供歐洲飲水，灌溉與水力發電:p.5。阿爾卑斯山脈的面積雖然僅佔歐洲的11%，但提供歐洲90%以上的水源，尤其是乾旱地區與夏季。米蘭等城市就有80%的水倚賴阿爾卑斯山供應:p.9:p.1。河川流域裡有500座以上的水力電廠，年發電量達29亿千瓦时:p.8。源自瑞士的歐洲主要河流，像是萊茵河、隆河、因河、提契諾河與波河，源頭都來自阿爾卑斯山脈，流經鄰近國家，最後注入北海、地中海、亞得里亞海以及黑海。
其它河川如多瑙河，主要支流也源自阿爾卑斯山。隆河是地中海第二大水源，僅次於尼羅河；冰川融化為隆河水源，流入日內瓦湖後再流向法國，在法國還用來冷卻核能電廠:p.3。萊茵河源自瑞士一個30平方公里的區域，約佔瑞士輸出水量的60%。
阿尔卑斯山的一些河會形成湖泊，日內瓦湖是一個新月形的湖，湖的一側是瑞士的日內瓦，另一側則是法國的埃維昂萊班。德國的聖巴爾多祿茂教堂是在國王湖的南側，需划船過湖或越過山才能到達。

## 氣候
阿尔卑斯山位在溫帶，但又有高海拔地形。世界上因為高海拔，以致氣候類似極地的地區稱為高山气候。由海平面往上升，氣溫會漸漸下降（見氣溫垂直遞減率）。山上盛行風的影響，使得山下的暖空氣流動到山上，其體積膨脹，因此會失去熱量，因此水氣會凝結，產生降雨甚至降雪。阿尔卑斯山的高度阻擋了水氣，因此將阿尔卑斯山北邊是水氣較多的氣候，而南邊則較為乾燥。

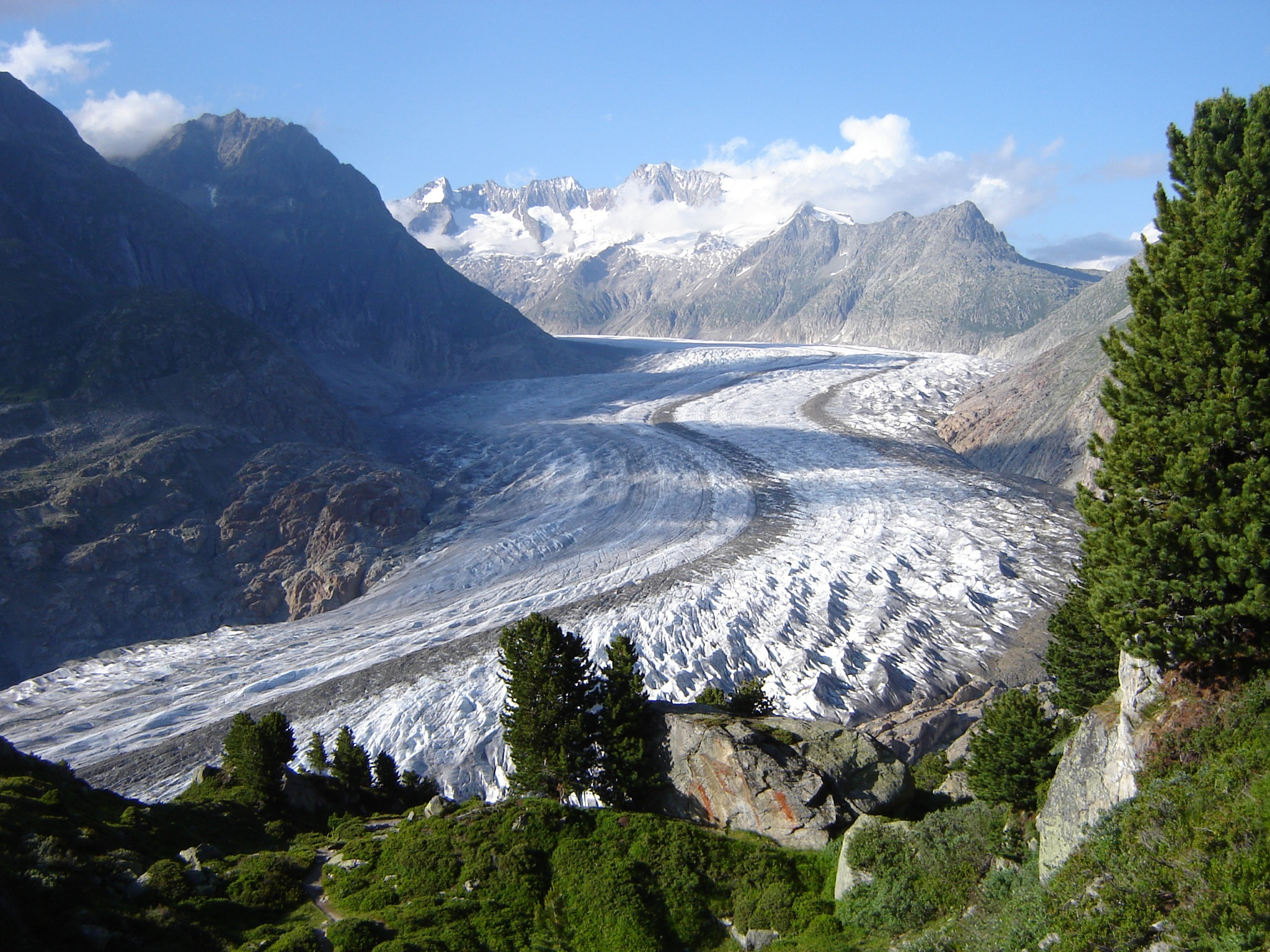
阿莱奇冰川和山上的松樹

自18世紀起就開始針對阿爾卑斯山的氣候進行研究，特別是像季節性焚風等特殊的模式。在20世紀初就已經在阿爾卑斯山上架設許多的氣象站，持續的提供氣象學家相關的資料其中有些山谷非常乾旱，像是義大利的奧斯塔山谷、格劳宾登山及奧地利的北蒂罗尔州。

## 历史
自旧石器时代开始，阿尔卑斯山区就有人类居住，他们以打猎为生；从法国伊泽尔河谷附近的韦科尔到奥地利陶普利茨上方的利格尔洞穴（Lieglloch），他们在各地都留下了手工艺品。在阿尔卑斯山冰川后移以后，山谷中便有新石器时代的人们居住，他们在洞穴和小居民点中生活，有些小居民点是建在阿尔卑斯湖泊的岸旁。阿讷西湖附近、日内瓦湖沿岸、奥地利托特斯山脈中、意大利奥斯塔及卡莫尼卡谷地中都发现了这类居民生活地的遗迹。其中，卡莫尼卡河谷以2000多幅岩石雕刻而闻名于世，这些石雕留下了2,000多年人类居住情况的宝贵而生动的画面。
公元前800∼前600年间，凯尔特人攻击了依然处于新石器时代的人并迫使他们迁移到阿尔卑斯山脉遥远的山谷中去，在上奥地利哈尔施塔特发现了凯尔特人的文化中心。由于这里所发现的考古文物丰富，哈尔施塔特这一名称已成为欧洲青铜器时代末期和铁器时代初期的同义语。凯尔特人也凿辟了阿尔卑斯高山上的一些山口作为贸易通道。
罗马人扩大了古老的凯尔特村庄；罗马人在阿尔卑斯山中和周围的山谷中，建起许多新的城镇。他们也改进了水的供应，建造起竞技场和剧院，这些古迹保存得最完好的地方是奥斯塔。控制阿尔卑斯各山口是罗马人扩张的关键，羊肠小径被扩大为道路。那些连接罗马国外军事前哨的山口（如大圣伯纳德、施普吕根、布伦纳、普勒肯）更显重要。日耳曼人的首次进犯发生在259年。到400年，罗马人对阿尔卑斯山区的控制已分崩瓦解。
罗马化的凯尔特人的土地被日耳曼人，勃艮第人、阿勒曼尼人和伦巴第人所占据。在8和9世纪期间，阿尔卑斯山区成为查理曼帝国的一部分。后来，查理曼的孙辈根据凡尔登条约瓜分了帝国，888年的分解导致了持续至今的基本语言的分歧。凯尔特人、罗马人和日耳曼人强加于阿尔卑斯山区的统一在中世纪消失了。在随后的大部分时间里，各个山谷离群索居，互不往来。直到近代，阿尔卑斯各民族的封闭状态才被工业革命和铁路(通过巨大的隧道穿过阿尔卑斯山脉)的到来所打破。

## 参看
- 阿尔卑斯交响曲
- 阿爾卑斯山脈山峰列表
- 阿爾卑斯冰川
- 南阿爾卑斯山脈
- 日本阿尔卑斯